# Acianthera saundersiana
Acianthera saundersiana là một loài phong lan.

## Hình ảnh

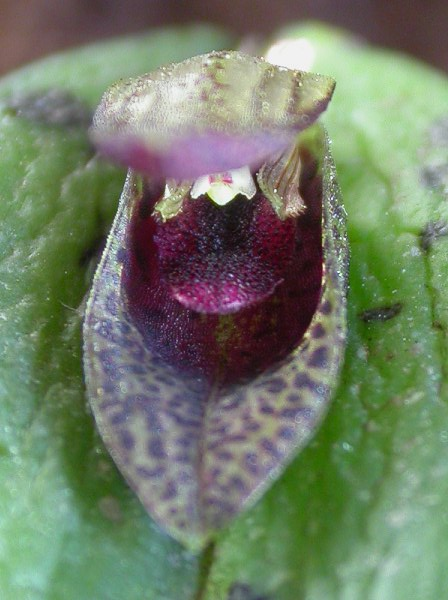
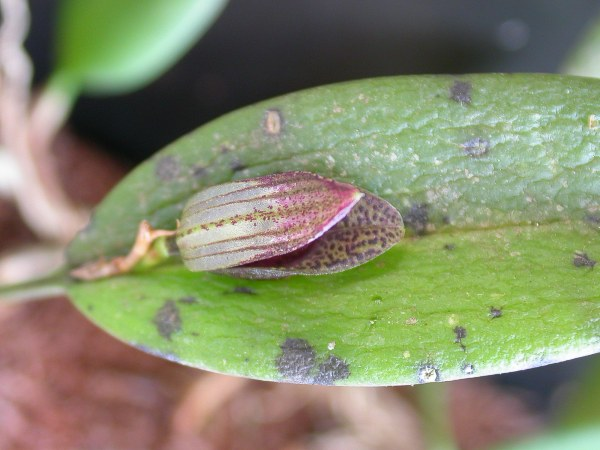
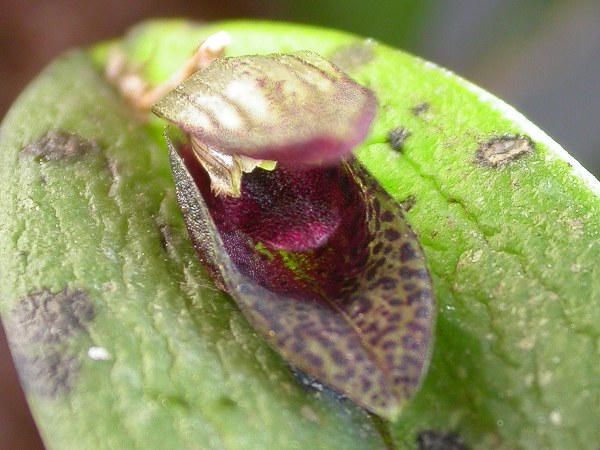
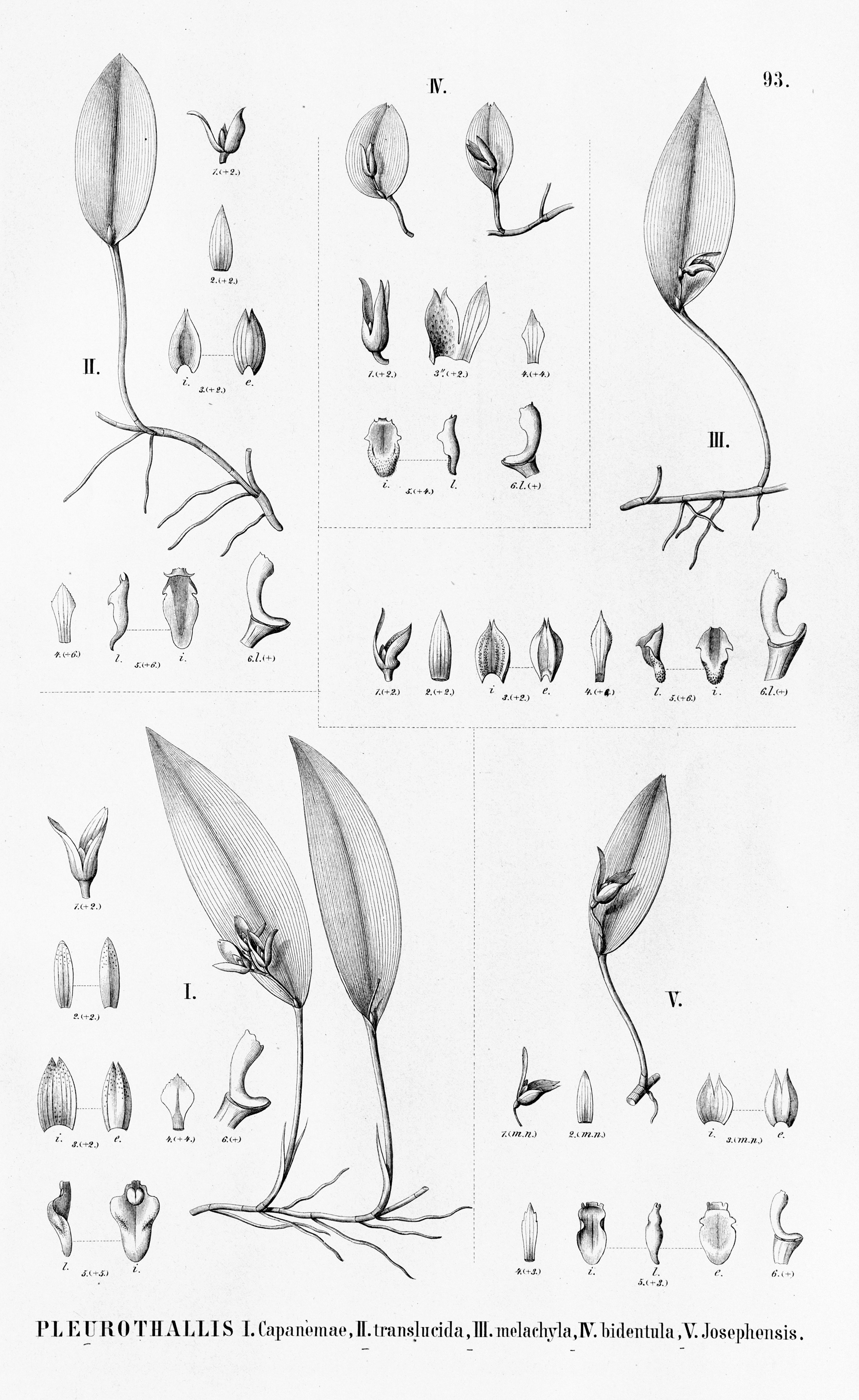